# Jan Leder
Jan Leder (ur. w 1867 r. we Włocławku, zm. 4 sierpnia 1894 r. w Warszawie) – działacz polskiego ruchu robotniczego, jeden z przywódców Związku Robotników Polskich.

## Życiorys
Urodził się we Włocławku w robotniczej rodzinie. W wieku 12 lat przeniósł się wraz z rodziną do Warszawy. Tam po ukończeniu czterech klas gimnazjum rozpoczął pracę jako ślusarz. Jako robotnik zetknął się z ruchem socjalistycznym.
W 1889 r. był jednym z założycieli Związku Robotników Polskich, obok Juliana Marchlewskiego, Henryka Wilkoszewskiego, Janusza Tańskiego, Bernarda Szapiro, Stanisława Kulika i in. Od początku działalności organizacji, wraz z Marchlewskim wysunął się na czoło jej działaczy. Jako aktywny agitator oraz organizator kas oporu i strajków w warszawskich fabrykach (m.in. w fabryce wag Sperlinga i S-ki w 1889 r.), często był zmuszany do zmiany miejsca pracy. 
Na początku 1891 r. Leder został wydelegowany przez ZRP do Łodzi (najpotężniejszy wówczas ośrodek przemysłowy w Królestwie Polskim) w celu założenia tam organizacji partyjnej. Kilka tygodni później, w lutym 1891 r., dołączył do niego Marchlewski. Wobec niemal całkowitego zaniku zorganizowanego ruchu robotniczego, obaj działacze natychmiast po przybyciu do Łodzi rozwinęli ożywioną działalność organizacyjną. Leder rozpoczął aktywność od zorganizowania robotników fabryki kotłów parowych Stephanusa, zakładając Kasę Oporu i nielegalną biblioteczkę socjalistycznej literatury propagandowej. Wkrótce rozwinął działalność na fabryki Stillera i Bielschowskiego, zatrudniające kilka tysięcy robotników. Będąc robotnikiem, Leder miał możliwość prowadzenia agitacji i naboru do organizacji bez nadmiernego zwracania uwagi fabrykantów i władz. Duże znaczenie w działalności Marchlewskiego i Ledera miał transport i kolportaż nielegalnej literatury agitacyjno-propagandowej. W łódzkich zakładach przemysłowych na dużą skalę zaczęto rozpowszechniać socjalistyczne broszurki, proklamacje i odezwy, w tym „ustawę” (w języku polskim i niemieckim) Kasy Oporu, obejmującej już po kilku miesiącach działalności całą Łódź. Wraz z rozwojem łódzkiej organizacji, za miastem zaczęły się odbywać liczne zgromadzenia robotnicze.
Przed świętem 1 maja w 1891 r., obchodzonym w Łodzi po raz pierwszy, ZRP opublikował specjalną broszurę, zawierającą żądania ustanowienia 8-godzinnego dnia pracy i podwyżki płac. Działacze ZRP nie ograniczyli się wyłącznie do jej kolportowania, ale również szeroko omawiali ją na nielegalnych zebraniach robotniczych, czym zajmował się m.in. Leder. 
Organizacja łódzka była najsilniejszą z prowincjonalnych organizacji ZRP, o czym świadczy m.in. kilkudniowy strajk 12 tys. robotników w Żyrardowie, który wybuchł 1 maja 1891 r. W swojej działalności jako priorytet traktowała polepszenie bytu materialnego robotników, na dalszym miejscu stawiając kwestię walki politycznej z caratem, we współpracy z rewolucjonistami rosyjskimi. Leder głosił potrzebę zjednoczenia ZRP i II Proletariatu, za czym miała przemawiać udana współpraca obu organizacji w przeprowadzaniu święta pierwszomajowego w 1891 r.
28 października 1891 r. Leder został aresztowany przez policję carską, następnie osadzony w łódzkim więzieniu. W czerwcu 1892 r. przywieziono go do X pawilonu Cytadeli Warszawskiej, gdzie zachorował na gruźlicę. W 1893 r. został zwolniony za kaucją, po czym natychmiast przystąpił do pracy partyjnej. Zmarł 4 sierpnia 1894 r. Pogrzeb Ledera dwa dni później przeobraził się w potężną demonstrację polityczną, w której wzięło udział kilka tysięcy robotników.